# 塔德乌什·鲁特
塔德乌什·鲁特（波蘭語：Tadeusz Rut，1931年10月11日—2002年3月27日），波兰男子田径运动员。他曾代表波兰参加1956年、1960年和1964年夏季奥林匹克运动会田径比赛，获得一枚铜牌。